# Harry Kümel
Harry Kümel, född 27 januari 1940 i Antwerpen, är en belgisk regissör och manusförfattare. Efter ett antal kortfilmer och TV-produktioner långfilmsdebuterade han 1969 med transvestitdramat Monsieur Hawarden. Han fick ett internationellt genombrott med den lesbiska vampyrfilmen Les lèvres rouges, utgiven 1971. Året därpå kom Malpertuis, som också hör till hans kändaste filmer, med Orson Welles i huvudrollen efter en roman av Jean Ray. Han har även regisserat opera och teater.

## Filmregi i urval
- Hendrik Conscience (1963) – dokumentär
- De Grafbewaker (1965) – kortfilm
- Monsieur Hawarden  (1969)
- Les lèvres rouges (1971)
- Malpertuis (1972)
- Repelsteeltje (1973)
- De komst van Joachim Stiller (1976)
- Het verloren paradijs (1978)
- The secrets of love (1986)
- Eline Vere (1991)